# من یک زن هستم
من یک زن هستم (انگلیسی: I Am Woman) ترانه‌ای است که توسط خواننده آمریکایی جردین اسپارکس اجرا شده است. این آهنگ توسط علی پیر گاشانی، دین جوزیا و رایان تدر نوشته شده است که آهنگسازی این قطعه را نیر برعهده داشتند. «من یک زن هستم» به صورت آنلاین از طریق ای‌اوال موزیک در ۵ مه ۲۰۱۱ در دسترس قرار گرفت و بعداً در ۱۰ می ۲۰۱۱ به‌طور رسمی در ایالات متحده منتشر شد. اشعار این آهنگ حاوی پیامی دربارهٔ توانمندسازی زنان است ودر مورد جنبه‌های مختلف زندگی زنان صحبت می‌کند.

## زمینه
من یک زن هستم به صورت آنلاین از طریق ای‌اوال موزیک در ۵ مه ۲۰۱۱ در دسترس قرار گرفت. این آهنگ توسط علی پیر، دین جوزیا و رایان تدر نوشته شده است. «من یک زن هستم» برای دانلود در آی‌تیونز استور در سراسر جهان در تاریخ ۶ مه ۲۰۱۱، و بعداً در ایالات متحده در ۱۰ می ۲۰۱۱ در دسترس قرار گرفت. اسپارکس در مورد این آهنگ گفت: «من یک زن هستم ترانه‌ای در مورد جنبه‌های مختلف زندگی زنان است. این می‌تواند یک مادر، یک مجری، یا زنی باشد که در یک فضای اداری کار می‌کند - همه چیز مربوط به آن چیزی است که ما به عنوان یک زن از سر می‌گذرانیم و این که زندگی ما چقدر دیوانه‌وار است. یک مایل با کفش‌های من راه بروید، اگر جرات دارید. ما خیلی چیزها را حمل می‌کنیم، همه چیز در مورد شگفت‌انگیز بودن یک زن است.»

## بازخورد منتقدین
پس از انتشار، «من زن هستم» با استقبال بسیار گسترده‌ای از طرف منتقدان موسیقی مواجه شد. رسانه رایتس کاپیتال نوشت: «این آهنگ تا حدودی تجربی، شورانگیز و پر از انرژی زنانه است، شاید تا به حال این بهترین چیزی است که از جوردین شنیده‌ایم.» نادین چئونگ از رادیو بلاگ AOL گفت که این آهنگ «جنبه جدیدی» از اسپارکس نشان می‌دهد، و افزود که «او با نگرشی پرشور آواز می‌خواند و روحیه لطیف خود را پشت در می‌گذارد.» جیسون لیپشوتز از بیلبورد آن را «قدرت‌آفرین» نامید. جیمز دین از اتاق خبر MTV نوشت: «اسپارکس از موسیقی خود به عنوان ابزاری برای شادی، رشد و بلوغ استفاده می‌کند».
بسیاری از منتقدین همچنین به شباهت‌های این آهنگ با قطعات بیانسه خواننده آمریکایی ریتم و بلوز اشاره کردند. یکی از نویسندگان WPLJ گفت: "من یک زن هستم" "یک آهنگ رقص قدرتمند است، یک سرود توانمندسازی زنانه است که بسیار یادآور بیانسه است." جرت ویزلمن از نیویورک پست این آهنگ را به عنوان «نسخه‌ای از بیانسه» توصیف کرد. گیل کافمن از ام|تی‌وی نیوز آن را «قطعه ریتم و بلوز در سبک بیانسه» نامید.

## اجراها و عملکرد تجاری
در ۱۲ مه ۲۰۱۱، اسپارکس من زن هستم را را برای اولین بار به صورت زنده در فصل دهم آمریکن آیدل اجرا کرد. در نیمه دوم اجرا، اسپارکس کت خود را درآورد تا لباسی مشکی و اندام‌نمای او نمایان شود و سپس رقصندگان زن جای خود را به رقصندگان مرد دادند. ترانه «من زن هستم» در سیزدهمین فصل از برنامه رقص با ستارگان توسط زنان رقصنده نمایش اجرا شد. «من زن هستم» در بیلبورد هات ۱۰۰ ایالات متحده در رتبه هشتاد و دو با ۳۳۰۰۰ دانلود فروخته شده قرار گرفت.